# Claude-Casimir Gillet
Claude-Casimir Gillet (ur. 19 maja 1806 w Dormans, zm. 1 września 1896 w Alençon) – francuski botanik i mykolog.
Jego ojciec był weterynarzem. Claude-Casimir Gillet w 1823 r. również wstąpił do szkoły weterynaryjnej w Maisons-Alfort. W 1830 r. został powołany do służby wojskowej w Agierii. Wolny czas podczas czteroletniego pobytu w Afryce Północnej  wykorzystał do badania flory i fauny regionu Morza Śródziemnego. Po powrocie do Francji pod opieką znanej entomolożki Étienne Mulsant zajmował się badaniem owadów w Saint-Germain-en-Laye, Verdun, Sedan, Valenciennes, Thionville. Nie zaniedbywał przy tym obowiązków zawodowych – świadczą o tym cztery długie raporty weterynaryjne, które w tym czasie napisał. Otrzymał za nie 3 złote medale. Za zasługi w 1853 r. został mianowany starszym lekarzem weterynarii, co było dużym osiągnięciem, w całej Francji bowiem było takich tylko pięciu.
W 1847 r. Gillet zamieszkał na stałe w Alençon. Mieszkał tu przez prawie pięćdziesiąt lat, zajmując się w tym czasie głównie botaniką. Podczas wypraw terenowych stałymi jego towarzyszami byli Letellier, Prévost i Henri Beaudoin.

## Praca naukowa
W czasie pobytu w Alençon Claude-Casimir Gillet napisał swoje dwa główne dzieła, które przyniosły mu sławę: Nouvelle Flore Française (Nowa Flora Francji) i Les Champignons de France (Grzyby Francji). Pierwsze zostało opublikowane w 1861 r. przy współpracy z Magne, profesorem ze szkoły w Maisons-Alfort i członkiem Akademii Medycznej. Zawiera zwięzłe opisy wszystkich roślin we Francji ułożone w dychotomiczne tabele. Praca ta zamiarem autorów miała służyć jako podręcznik dla botaników i przewodnik dla uczniów. Upoglądowiona jest licznymi, bardzo dokładnymi i starannymi rysunkami. Informacje o właściwościach roślin, ich zastosowaniu w medycynie, higienie weterynaryjnej, sztuce i gospodarce domowej sprawiły, że Nowa Flora Francji była przydatną książką również dla tych, którzy studiują botanikę z rolniczego, medycznego jak i przemysłowego punktu widzenia. Wyszła w siedmiu wydaniach.
Pierwsze wydanie Grzybów Francji ukazało się w 1874 r. Jego rozbudowa trwała bez przerwy aż do śmierci autora w 1891 r. Opisał w nim gatunki Hymenomycetes, Discomycetes i Gasteromycetes. Aby ułatwić początkującym, Gillet podkreśla w swoich opisach charakterystyczne cechy, które są najłatwiejsze do zaobserwowania, widoczne gołym okiem lub za pomocą zwykłego szkła powiększającego. Sukces tej pracy nie tylko we Francji, ale także w Niemczech, Anglii i Ameryce wynika z bardzo starannych, wykonanych własnoręcznie przez autora finezyjnych rysunków grzybów.
Opisał wiele nowych gatunków grzybów. Przy nazwach naukowych utworzonych przez niego taksonów dodawany jest cytat Gillet. Dla uczczenia jego osiągnięć nadano nazwy niektórym taksonom grzybów: Gilletia Sacc. & Penz. 1882, Gilletiella Sacc. & Penz. 1882. 